# Last of a Dyin' Breed
Last of a Dyin' Breed je čtrnácté studiové album americké jižansky rockové skupiny Lynyrd Skynyrd. Album vyšlo 21. srpna 2012 a je prvním albem skupiny, na kterém hraje baskytarista Johnny Colt.

## Seznam skladeb
| Pořadí         | Název                   | Autor                                                              | Délka |
| -------------- | ----------------------- | ------------------------------------------------------------------ | ----- |
| 1.             | Last of a Dyin' Breed   | Rossington, J. Van Zant, Medlocke, Matejka, Dan Serafini, Marlette | 3:51  |
| 2.             | One Day at a Time       | Rossington, J. Van Zant, Medlocke, Young                           | 3:46  |
| 3.             | Homegrown               | Rossington, J. Van Zant, Medlocke, Daly                            | 3:41  |
| 4.             | Ready to Fly            | Rossington, J. Van Zant, Medlocke, Freed                           | 5:26  |
| 5.             | Mississippi Blood       | Rossington, J. Van Zant, Medlocke, Jaren Johnston                  | 2:57  |
| 6.             | Good Teacher            | J. Van Zant, Donnie Van Zant, Hambridge, Daly                      | 3:07  |
| 7.             | Something to Live For   | Rossington, J. Van Zant, Medlocke, Lowery, Marlette                | 4:29  |
| 8.             | Life's Twisted          | Daly, Lawhon, Robertson                                            | 4:33  |
| 9.             | Nothing Comes Easy      | Rossington, J. Van Zant, Medlocke, Hambridge                       | 4:13  |
| 10.            | Honey Hole              | Rossington, J. Van Zant, Medlocke, Hambridge                       | 4:35  |
| 11.            | Start Livin' Life Again | J. Van Zant, D. Van Zant, Marlette, Lowery                         | 4:23  |
| Celková délka: | Celková délka:          | Celková délka:                                                     | 45:01 |

| Bonusové skladby | Bonusové skladby | Bonusové skladby                                    | Bonusové skladby |
| Pořadí           | Název            | Autor                                               | Délka            |
| ---------------- | ---------------- | --------------------------------------------------- | ---------------- |
| 12.              | Poor Man's Dream | Rossington, J. Van Zant, Medlocke, Lowery, Marlette | 4:07             |
| 13.              | Do It Up Right   | Rossington, J. Van Zant, Medlocke, Hambridge        | 3:56             |
| Celková délka:   | Celková délka:   | Celková délka:                                      | 53:04            |

## Obsazení
- Johnny Van Zant – zpěv
- Gary Rossington – kytara
- Rickey Medlocke – kytara
- Michael Cartellone – bicí
- Johnny Colt – baskytara
- Mark Matejka – kytara
- Peter Keys – klávesy
- John Lowery – kytara